# Rushmore (film)

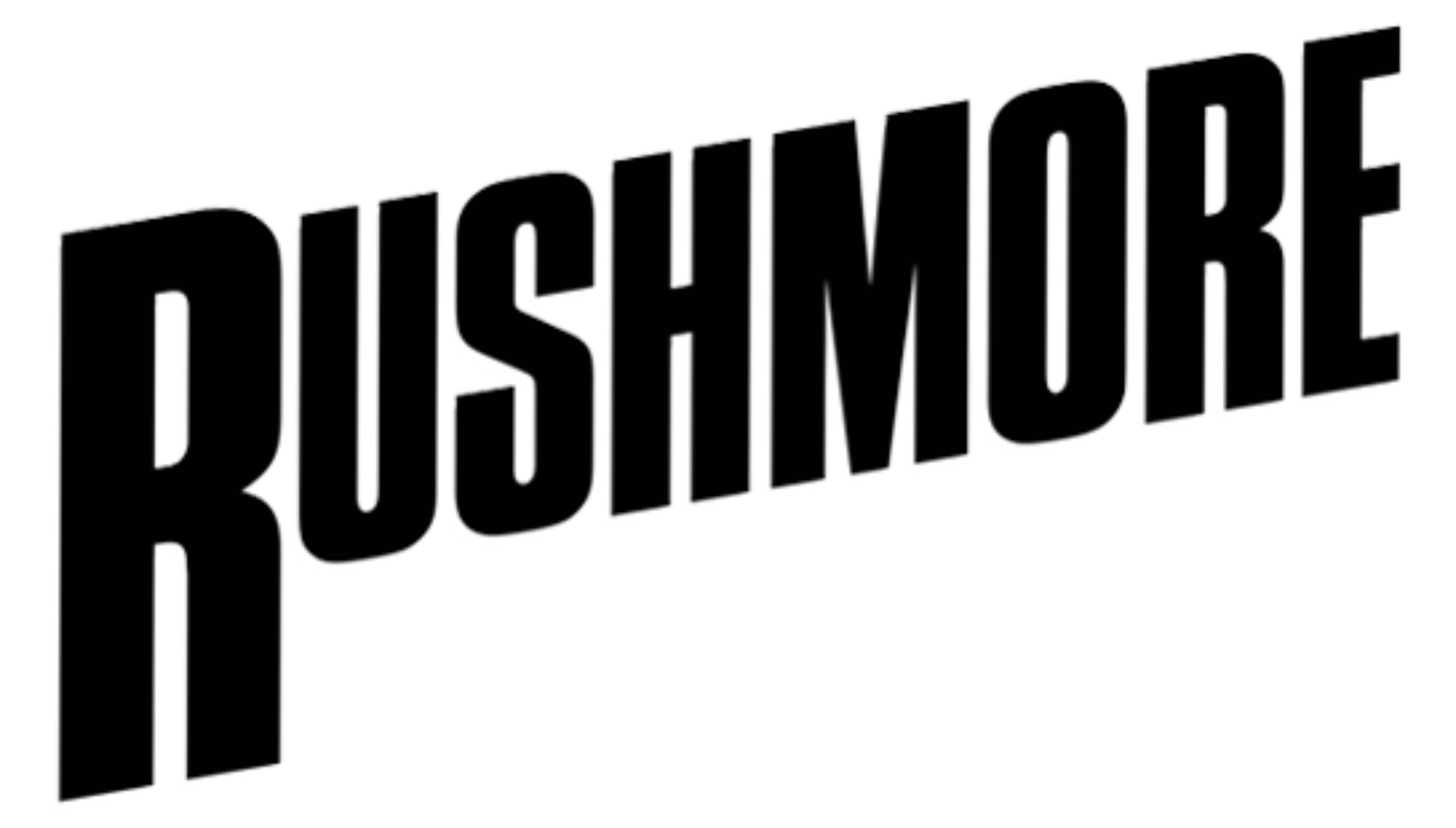
Logo van de film Rushmore

Rushmore is een film uit 1998. Het is de tweede (lange) film die werd geschreven door Wes Anderson en Owen Wilson. De film werd geregisseerd door Wes Anderson en betekende een doorstart in de carrière van Bill Murray, die nu na zijn vroegere komische rollen ook te zien is in serieuzere rollen in onafhankelijke producties (independent films).

## Verhaal
Rushmore gaat over de vijftienjarige Max Fischer. Hij zit op de Rushmore Academy, een prestigieuze eliteschool. Max' moeder is overleden toen hij zeer jong was, zijn vader is kapper. Hij heeft een beurs gekregen voor Rushmore omdat hij (goede) toneelstukken schrijft. Op Rushmore is Max voorzitter, oprichter en bestuurslid van tal van clubs en verenigingen. Ook is hij de toneelschrijver en regisseur van de 'Max Fischer Players'. Naast al zijn activiteiten heeft hij weinig tijd voor studeren, hij haalt lage cijfers, en zal als daar geen verbetering in komt van school worden gestuurd.
Hij sluit vriendschap met de staalmagnaat en multimiljonair Herman Blume. Blume is teleurgesteld in zijn zoons, de tweeling Ronny en Donny ("Never in my wildest imagination did I ever dream I would have sons like these") en is gecharmeerd van de intelligente Max.
Dan wordt Max verliefd op de kleuterjuf Rosemary Cross. Hij weet ook met haar vriendschap te sluiten. Zij is een jonge weduwe, haar man Edward Appleby is een jaar eerder overleden. Als miss Cross het idee heeft dat Max te dicht bij haar komt sluit ze het contact af. Om haar terug te winnen wil hij een groot aquarium voor haar bouwen op school, hij krijgt hiervoor financiële steun van Blume. Als hij zonder overleg met de directie begint met de bouw van het aquarium, wordt hij van school gestuurd.
Op zijn nieuwe (openbare) school, Grover Cleveland Highschool, kan Max moeilijk zijn draai vinden. Hij brengt nog af en toe een bezoek aan Rushmore en zoekt (en vindt) weer toenadering tot miss Cross. Zij gaat hem bijles geven, zodat hij kan slagen op zijn nieuwe school.
Ondertussen is Herman Blume een verhouding begonnen met Rosemary Cross. Dirk Calloway, een jongere vriend van Max, komt hier achter en stelt Max op de hoogte. Max beschouwt dit als hoogverraad van zijn vriend en besluit Blume's vrouw in te lichten. Blume gaat scheiden van zijn vrouw. Er volgt een steekspel van wraak tussen Blume en Max. Uiteindelijk snijdt Max de remkabels van Blume door en wordt hiervoor korte tijd gevangengenomen. Niemand raakt verder ernstig gewond.
Ook is Max gestopt met school, en hij helpt zijn vader in de kapperszaak.
De relatie van Blume en miss Cross houdt geen stand.
Uiteindelijk besluit Max, mede onder invloed van Dirk Calloway en Margareth Yang (een klasgenoot van de Grover Cleveland Highschool), zijn leven weer op de rails te trekken. Hij gaat terug naar school, schrijft en regisseert een nieuw toneelstuk en sluit weer vrede met Blume.
Op de uitvoering van zijn stuk 'Heaven and Hell' heeft hij zowel Blume als Miss Cross uitgenodigd en ze kaartjes gegeven van stoelen naast elkaar. Max heeft het toneelstuk opgedragen aan de herinnering van zijn moeder en de herinnering van Edward Appleby ("a friend of a friend"). Het stuk (waarin zowel leerlingen van zijn oude als van zijn nieuwe school spelen) is een groot succes. Na afloop is er een feest. Rosemary Cross complimenteert Max met zijn prestatie, waarop Max zegt dat hij blij is dat er niemand gewond is geraakt, Rosemary Cross zegt: "Except you", waarop Max antwoordt: "No, I didn't get hurt that bad". Hierna volgt een slow motion van Rosemary Cross en Max die dansen op 'Ooh La La' van The Faces. Dit is het einde van de film.

## Rolverdeling
| Acteur            | Personage      |
| ----------------- | -------------- |
| Jason Schwartzman | Max Fischer    |
| Bill Murray       | Herman Blume   |
| Olivia Williams   | Rosemary Cross |
| Seymour Cassel    | Bert Fischer   |
| Mason Gamble      | Dirk Calloway  |
| Sara Tanaka       | Margareth Yang |
| Connie Nielsen    | Mrs. Calloway  |

## Ontvangst
Andersons tweede film was een kritisch succes. De film scoorde een sterke 89% op Rotten Tomatoes, een 7,7 op IMDb en 86% op Metacritic. Roger Ebert was minder positief over de film; hij gaf de film 2,5 ster op een schaal van 4, omdat de film volgens hem geen keuze kan maken tussen komedie en drama. De opbrengst van de film viel echter tegen, met een verlies van bijna drie miljoen. Bill Murray leverde zelfs een riant deel van zijn salaris in om de film te kunnen completeren.

## Trivia
- Anderson was vroeger een groot fan van de Charlie Brown-strips van Charles M. Schulz, in een interview noemde hij Max een kruising tussen Charlie Brown en Snoopy.
- Rushmore was het begin van een langdurige samenwerking tussen Anderson en Bill Murray. In al Andersons latere films speelde Murray kleine en grotere rollen.
- De film wordt regelmatig onderbroken door sluitende gordijnen, waardoor het lijkt alsof de film een toneelstuk van Max is.
- Max' mislukte schoolcarrière is geïnspireerd op die van Anderson, die ook van zijn school werd gestuurd.
- De film verwijst meermaals naar Jacques Cousteau, een jeugdheld van Anderson.

## Filmmuziek
| Track | Liedje                                                    | Artiest           |
| ----- | --------------------------------------------------------- | ----------------- |
| 1.    | Hardest Geometry problem in the world                     | Mark Mothersbaugh |
| 2.    | Making time                                               | Creation          |
| 3.    | Concrete and Clay                                         | Unit 4 + 2        |
| 4.    | Nothing in This World Can Stop Me Worryin' bout That Girl | The Kinks         |
| 5.    | Sharp Little Guy                                          | Mark Mothersbaugh |
| 6.    | The Lad With the Silver Button                            | Mark Mothersbaugh |
| 7.    | A Summer Song                                             | Chad & Jeremy     |
| 8.    | Edward Appleby (In Memoriam)                              | Mark Mothersbaugh |
| 9.    | Here comes my Baby                                        | Cat Stevens       |
| 10.   | A Quick One while He's Away                               | The Who           |
| 11.   | 'Snowflake Music' from Bottle Rocket                      | Mark Mothersbaugh |
| 12.   | Piranha's are a very tyicky Species                       | Mark Mothersbaugh |
| 13.   | Blinuet                                                   | Zoot Sims         |
| 14.   | With Friends Like You, Who Needs Friends                  | Mark Mothersbaugh |
| 15.   | Rue St. Vincent                                           | Yves Montand      |
| 16.   | Kite Flying Society                                       | Mark Mothersbaugh |
| 17.   | The Wind                                                  | Cat Stevens       |
| 18.   | Oh Yoko                                                   | John Lennon       |
| 19.   | Ooh La La                                                 | The Faces         |
| 20.   | Margaret Yang's Theme                                     | Mark Mothersbaugh |